# Cuphea spraguei
Cuphea spraguei är en fackelblomsväxtart som beskrevs av A. Lourteig. Cuphea spraguei ingår i släktet blossblommor, och familjen fackelblomsväxter. Inga underarter finns listade i Catalogue of Life.